# 浪岗山列岛
浪岗山列岛是浙江省舟山群岛东北部的一组岛屿，隶属嵊泗县，西北距嵊山镇17海里，泗礁山约34海里，具体位置在东经122°55′～122°56′，北纬30°25′～30°26′之间。

## 名称
浪岗山附近海域水深浪大，「无风三尺浪，有风浪过岗」，故名浪岗山。在元大德《昌国州志》中称 「浪港山」。

## 岛屿组成
列岛由中块岛（主岛，曾名中奎岛）、东块岛（东奎岛）、西块岛（西奎岛）、半边礁4个岛屿和南白澎、西白澎、东白澎、笋滨门（松柏门）、石笋礁等14个明礁和4个暗礁所组成，呈东北—西南走向，陆地总面积约0.46平方公里。均为花岗岩，除中块岛外多为陡峭海岸。
- 中块岛是浪岗山列岛的主岛，面积0.2911平方公里。位于列岛中心，南北走向，北部较高，中部略低，最高点海拨89.2米。中部西侧为一海湾，设有固定码头一座。1968年海军岸炮六营由厦门调防浪岗，1996年撤离。驻军时修建的坑道和营房仍存，部队舍弃的房子，成为附近渔民的避风所，历史上曾经有座小庙。岛上有少量人工种植松树，生产具有药用价值的草本植物荠艾，有蛇鼠等动物。岛上修建有灯塔一座（具体位置是东经122°55′59″北纬30°26′10″）。
- 西块岛是列岛中海拔最高点，海拔约为96米。形似龟壳，面积0.0809平方公里。
- 东块岛面积仅0.053平方公里，最高海拔76.4米。
- 半边礁位于西块岛东侧，紧挨西块岛。
- 礁石主要分布在中块和东块、中块和西块之间，航道较危险。
- 岛屿上山势险峻，很难攀登。[1]

## 浪岗海域和海钓
浪岗海域海水清澈，一般水深20～50米，最深处100多米。地处台湾暖流与黄海冷水团交汇处，历史上盛产乌贼、对虾、海蜒、贻贝、紫菜等。尤以乌贼汛为最。但由于长期滥捕导致渔业资源衰退，以及孤岛补给不易等因素，浪岗山海域已为冷清。
20世纪末后随中国海钓活动兴起成为海钓热点地区。主要海钓的渔获有黑鲷、鲈鱼等。